# Atrapados: Divorcio en cuarentena
Atrapados: Divorcio en cuarentena (más conocida como Atrapados: La serie), es una serie web peruana de 2020, que se puede encontrar en la plataforma de YouTube. Es producida por SudacaFilm y es una idea original del joven y reconocido guionista, Diego Ayala y el cantante, Koko Stambuk.
Es protagonizada por Carolina Cano y Juan Carlos Rey de Castro, junto a las actuaciones juveniles de Merly Morello y Diego Müller. También cuenta con Thiago Vernal, Ivanna Vernal, Fabiana Valcárcel, Samuel Sunderland, Gachi Rivero, Carlos Casella, Mateo Garrido Lecca y Carlos Victoria.
Se convirtió en una de las serie más vista del 2020.
Aunque ya se daba por hecho, el 5 de abril de 2021, se confirmó que Atrapados tendría segunda temporada. Además que el 1 y 3 de marzo se confirmó que las actrices Adriana Campos-Salazar y Rossana Fernández-Maldonado respectivamente; serían parte de esta nueva temporada. La joven artista, Arianna Fernandez, se unió más tarde a la serie. La segunda temporada se estrenó el 1 de agosto de 2021.

## Sinopsis
¿Qué pasaría si luego de divorciarte te quedas atrapado con tu ex en la misma casa producto de una cuarentena? ¿Cómo convives con la persona que más detestas en el mundo?, esta es la historia de un matrimonio de recién divorciados, que producto de la cuarentena del Covid-19, tendrán que convivir junto a sus hijos.

## Elenco

### Principales
- Carolina Cano como Sofía Perazzo.
- Juan Carlos Rey de Castro como Raúl Martínez.
- Merly Morello como Laura Martínez Perazzo.
- Diego Müller como Matias Martínez Perazzo.
- Thiago Vernal como Bruno.
- Ivanna Vernal como Ivanna. (temporada 1)
- Fabiana Valcárcel como Ale. (temporada 1)
- Samuel Sunderland como Álex. (temporada 1)
- Mateo Garrido Lecca como Mateo. (temporada 1)
- Gachi Rivero como Rocío. (temporada 1)
- Rossana Fernández-Maldonado como Mariela Ignacia Perazzo. (temporada 2)
- Adriana Campos-Salazar como Diana. (temporada 2)
- Arianna Fernández como Julieta. (temporada 2)

### Actuaciones Especiales
- Carlos Casella como el abogado Andrés.
- Carlos Victoria como el abogado Mauricio.

### Invitados temporada 1
- Ana María Jordán como Olga Vd. de Martínez.
- Marco Loret de Mola como el mismo.
- Valkiria Aragón cómo la novia de Raúl.

### Invitados temporada 2
- Denisse Dibós como Greta Perazzo.

## Episodios
| Temporada | Temporada | Episodios | Episodios | Emisión original      | Emisión original     |
| Temporada | Temporada | Episodios | Episodios | Primera emisión       | Última emisión       |
| --------- | --------- | --------- | --------- | --------------------- | -------------------- |
|           | 1         | 11        | 11        | 31 de octubre de 2020 | 17 de enero de 2021  |
|           | 2         | 10        | 10        | 1 de agosto de 2021   | 8 de octubre de 2021 |

### Primera temporada (2020-21)
| N.º | Título        | Dirigido por                   | Fecha de emisión original |
| --- | ------------- | ------------------------------ | ------------------------- |
| 1 | «Divorcio»    | Andrés Granadino               | 31 de octubre de 2020     |
| Después de bastantes intentos, Raúl Martínez y Sofía Perazzo por fin logran divorciarse, con la ayuda de sus abogados Andrés y Mauricio. Ahora Raúl y Sofía tienen que contarle a sus hijos sobre su divorcio, pero cuando llegan a casa ellos ya han preparado una bienvenida y están felices por el fin del matrimonio, tiene hasta vídeos de la amiga de Sofía y la mamá de Raúl, que muestran su felicidad por la separación; pero la alegría no dura mucho, porqué el mensaje del presidente sobre la cuarentena por el COVID-19 arruinan sus planes. |               |                                |                           |
| 2 | «Primer Día»  | Jeff Carrera                   | 8 de noviembre de 2020    |
| 3 | «El Robo»     | Jeff Carrera                   | 22 de noviembre de 2020   |
| 4 | «El Novio»    | Jeff Carrera Samuel Sunderland | 29 de noviembre de 2020   |
| 5 | «Coronavirus» | Jeff Carrera                   | 6 de diciembre de 2020    |
| 6 | «El Plan»     | Silvia Salas                   | 13 de diciembre de 2020   |
| 7 | «Cumpleaños»  | Silvia Salas                   | 20 de diciembre de 2020   |
| 8 | «Hambre»      | Silvia Salas                   | 27 de diciembre de 2020   |
| 9 | «Sin Señal»   | Silvia Salas                   | 3 de enero de 2021        |
| 10 | «Atrapados»   | Silvia Salas                   | 10 de enero de 2021       |
| 11 | «El Final»    | Samuel Sunderland              | 17 de enero de 2021       |

## Marketing
El tráiler oficial de la serie se estrenó el 8 de octubre de 2020, por su cuenta oficial de YouTube. Su segundo tráiler se estrenó el 20 de octubre de 2020. Y su tercer y último tráiler se estrenó el 27 de octubre de 2020.
Los avances de los episodios no se publicaban en el canal de YouTube de la serie, sino en su cuenta de Instagram oficial.
En el canal de YouTube de la serie también se puede encontrar live en donde artistas que compusieron canciones para la serie o miembros de reparto u artistas invitados cantan canciones propias o covers, esta sección es llamada Atrapados Sessions. Además que en el canal, dos días antes del estreno de la serie, se estrenó su segunda canción oficial Atrapados, interpretado por Inkas Mob; dicho video cuenta con las apariciones de algunos miembro del reparto de la serie.
Después del final de la primera temporada, un vídeo review fue subido, dónde los actores de la serie cuentan sus experiencias grabando Atrapados: Divorcio en cuarentena. Además de contar con tres videos de bloopers de la serie.
El marketing de la segunda temporada se centró más en Instagram, donde hasta se confirmó la segunda temporada. En su cuenta de Instagram se subieron tanto fotos de los actores de la serie, como vídeos de TikTok. También se sortearon outflit de la serie el 25 de junio de 2021. El 4 de julio se vio una pequeña parte de un chip donde sale Samuel Sunderland, al día siguiente se estrenó el chip completo donde se anunció el estreno del avance de la segunda temporada que fue el 9 de julio. El tráiler se estrenó en 9 de julio en la cuenta de YouTube oficial de la serie, mientras al día siguiente se estrenó en su cuenta de Instagram. Fue el único tráiler de esta segunda temporada. Mientras el 16 de julio se estrenó el videoclip de la nueva canción de Rossana Fernández Maldonado titulada «Mi Familia» en donde los jóvenes talentos de la serie participan. El 26 de julio se confirmó la fecha de estreno de la segunda temporada; mas un sorteo de un scooter eléctrico que se realizó luego del estreno de la segunda temporada dándoselo a la misma ganadora en el set. Minutos antes del estreno del primer capítulo de la serie se hizo una previa conducida por Gabriel Rondón y Maríagracia Mora, donde entrevistaron a los miembros más jóvenes de la serie. Después se estrenó el primer capítulo. El 6 de agosto comenzaron a sortear una oportunidad de participar en un capítulo de la serie; el ganador fue anunciado posteriormente. Minutos antes del estreno del primer capítulo de la serie se hizo una previa conducida por Gabriel Rondón y Maríagracia Mora, donde entrevistaron a los miembros más jóvenes de la serie.

## Premios y nominaciones

### Premios LucesdeEl Comercio
| Año       | Categoría     | Nominados                         | Resultado |
| --------- | ------------- | --------------------------------- | --------- |
| 2020-2021 | Mejor ficción | Atrapados: Divorcio en cuarentena | Nominado  |